# Przyborowo (rejon brzeski)
Przyborowo (biał. Прыборава, ros. Приборово) – wieś na Białorusi, w sielsowiecie Tomaszówka, w rejonie brzeskim obwodu brzeskiego, położona nad Bugiem naprzeciwko polskich miejscowości Stawki i Różanka.
Siedziba parafii prawosławnej pw. św. Jana Teologa.

## Historia
Wieś magnacka położona była w końcu XVIII wieku w powiecie brzeskolitewskim województwa brzeskolitewskiego. 
W XIX w. wieś znajdowała się w powiecie brzeskim guberni grodzieńskiej. Była to posiadłość włodawskiej linii Zamoyskich.
W okresie międzywojennym miejscowość była początkowo ośrodkiem gminy Przyborowo w powiecie brzeskim województwa poleskiego. Według spisu powszechnego z 1921 r. wieś i folwark Przyborowo liczyły razem 139 domów. Mieszkało tu 645 osób: 312 mężczyzn, 333 kobiety. Pod względem wyznania dominowali prawosławni (608), ponadto żyło tu 27 rzymskich katolików i 10 żydów. 599 osób deklarowało narodowość białoruską, 28 – polską, 10 – żydowską, 6 – tutejszą, miejscową poleską i ruską, a 2 – rusińską. W 1928 roku wraz z całą gminą Przyborowo weszło w skład gminy Domaczów.
Po II wojnie światowej w granicach ZSRR i od 1991 r. w niepodległej Białorusi. 
Obecnie w Przyborowie istnieje przystanek kolejowy Przyborowo na trasie między stacjami Kolei Białoruskich: Brześć Centralny – Włodawa (w Tomaszówce).

## Atrakcje turystyczne
- Cerkiew św. Jana Teologa – wybudowana w 1994 r.[7] lub 2004[8] r., na miejscu starej, spalonej. Kopuła świątyni jest widoczna z polskiego brzegu na wysokości Różanki[7].